# Bohumil Švarc mladší
Bohumil Švarc mladší, známý i jako Bob Švarc (* 17. listopadu 1982 Praha), je český dabér a moderátor. Je synem herce a dabéra Bohumila Švarce (staršího) a jeho čtvrté manželky Alexandry.
Na přelomu 80. a 90. let se objevil v několika dětských rolích, např. v seriálu Chlapci a chlapi. Pak přesedlal na dabing a stal se velmi úspěšným dabérem rolí dětských (např. titulní role ve filmu Denis, postrach okolí, chlapec Tim v Jurském parku) a posléze i mladistvých a dospělých. Stal se např. hlasem Haydena Christensena v roli Anakina Skywalkera ve Star Wars nebo Domhnalla Gleesona jako Billa Weasleyho ve filmu Harry Potter a relikvie smrti.
Je moderátorem rádia Evropa 2 a živí se také moderováním společenských i soukromých akcí.